# 弗拉涅托拉巴泰
弗拉涅托拉巴泰（義大利語：Fragneto l'Abate），是意大利贝内文托省的一个市镇。总面积20平方公里，人口1122人，人口密度56.1人/平方公里（2009年）。ISTAT代码为062033。